# Bergrum Torsgatan

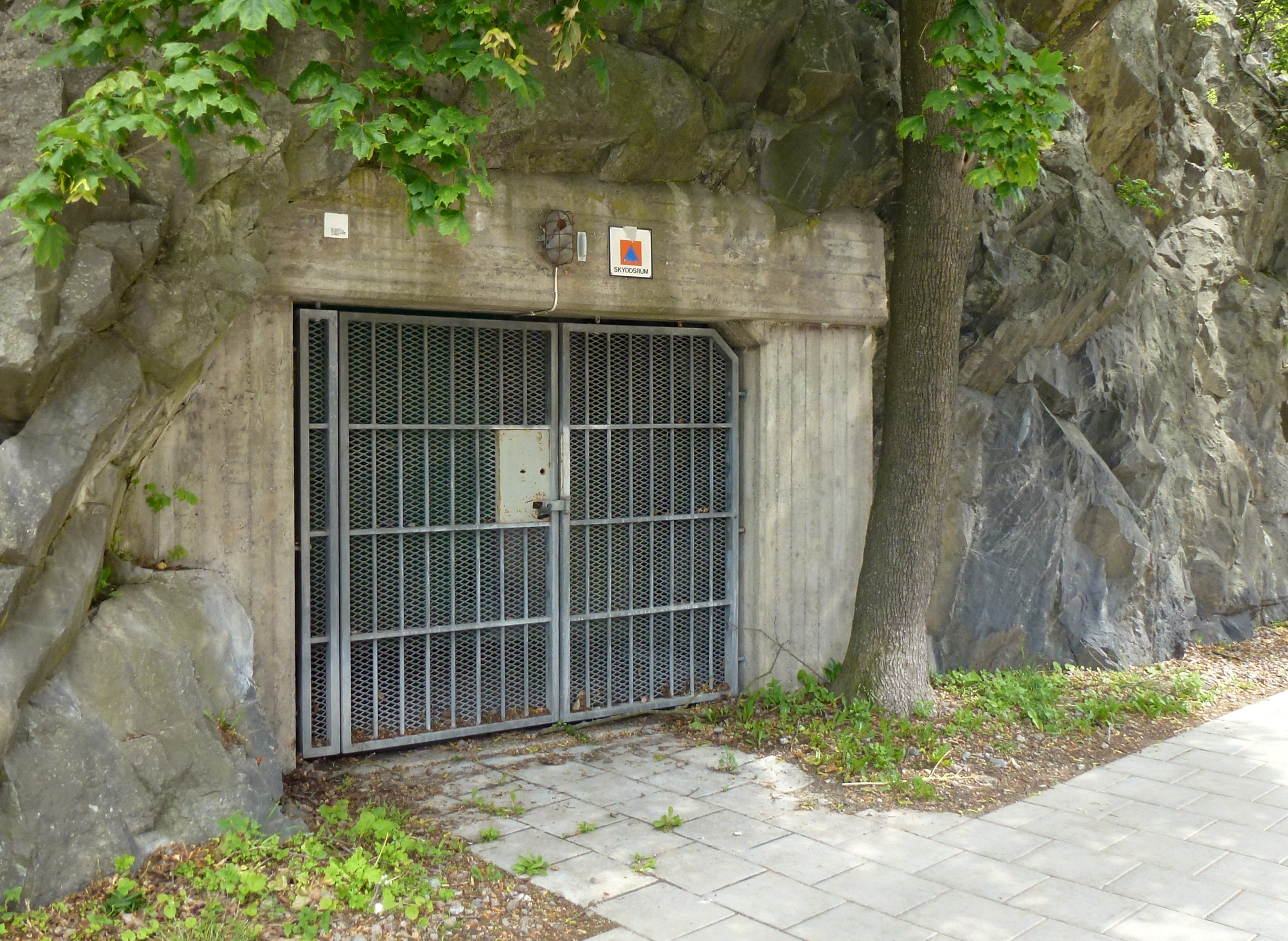
Entrén till skyddsrummet (bakom gallergrind).

Bergrum Torsgatan är ett allmänt skyddsrum vid Torsgatan (mittemot nr 31) i centrala Stockholm.
Skyddsrummet anlades under andra världskriget och står för närvarande (2012) tomt.

## Bakgrund
År 1938, ett år innan utbrottet av andra världskriget, tog Stockholms stadsfullmäktige upp frågan om inrättande av ett antal större skyddsrum i Stockholm. 1939 påbörjades dels ett 15-tal skyddsrum, insprängda i berg, för vartdera 300 personer, dels Nordiska kompaniets skyddsrum för personal och kunder med kapacitet för 2 000 personer. Samma år satte man även igång med ett större skyddsrum under Hötorget, avsett för 4 000 personer. Totalt hade stadsfullmäktige anslagit 3,5 miljoner kronor till offentliga skyddsrum.

## Skyddsrummet Torsgatan

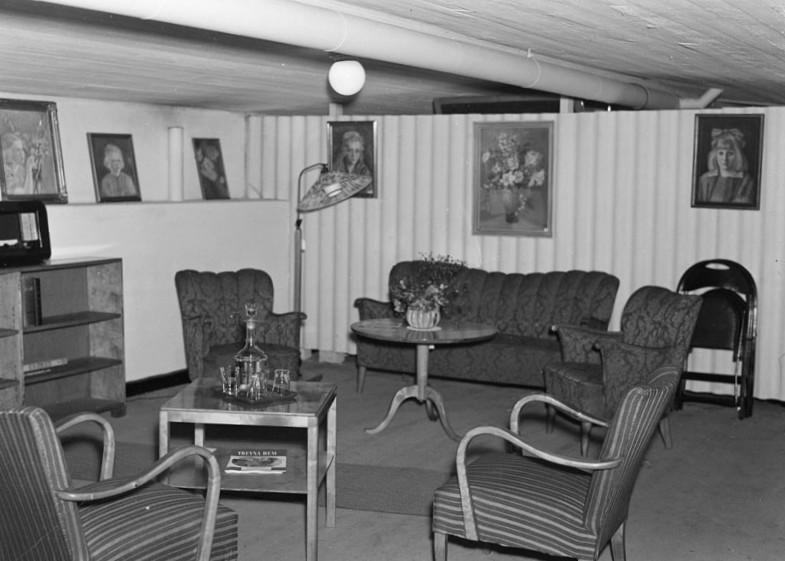
Torsgatans skyddsrum, förslagsvis inrett som ett vardagsrum i hemmiljö, 1943.

Bergrummet är anordnat under sydvästra delen av Vasaparken och utsprängdes och byggdes under andra världskriget. Entrén ligger bakom en gallergrind av sträckmetall i höjd med Torsgatan nr 31, inte långt från Sankt Eriksplan. Skyddsrummets yta är på 207 m² i ett plan och enligt beräkningsmallen (0,75 m² per person) kunde anläggningen ge skydd åt cirka 300 personer. Ett fotografi från maj 1943 visar hur skyddsrummet kunde inredas som tillfällig hemmiljö med vardagsrumsmöbler och tavlor på de provisoriska väggarna.
I början på 1970-talet renoverades skyddsrummet som framgår av typskylten för skyddsrumsdörren SD1, daterat 1973. Huvudarbetet bestod i nybyggnad av en reservutgång som tidigare saknats.
I april 2008 överfördes skötseln av bergrummet vid Torsgatan, liksom ytterligare 48 anläggningar, från Stockholms brandförsvar till Stockholms fastighetskontor. Fastighetskontoret har för avsikt att hyra ut bergrummet som fortfarande är klassat som skyddsrum.

## Bilder, skyddsrummet Torsgatan

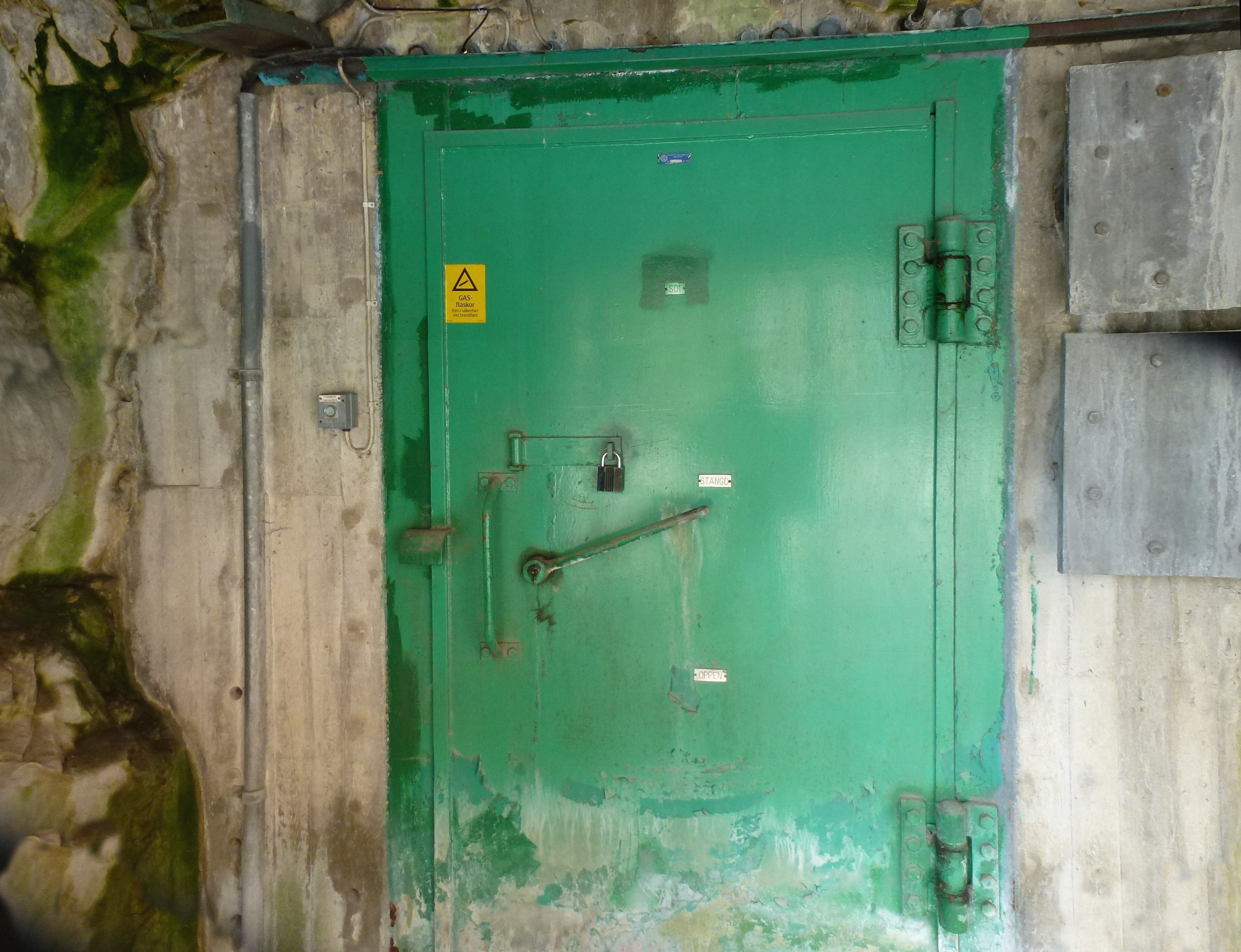
Skyddsrumsdörr SD1
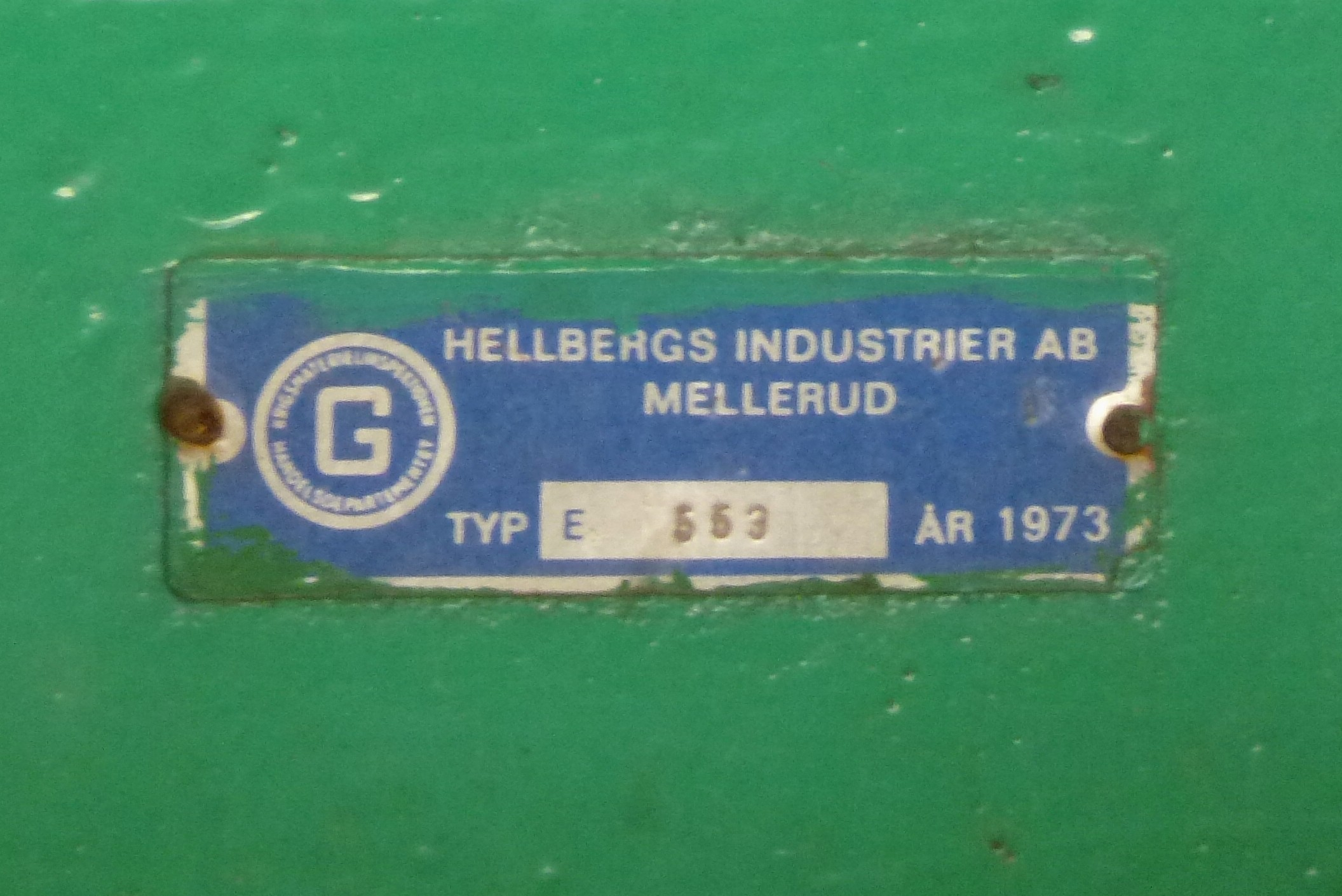
Typskylt för SD1
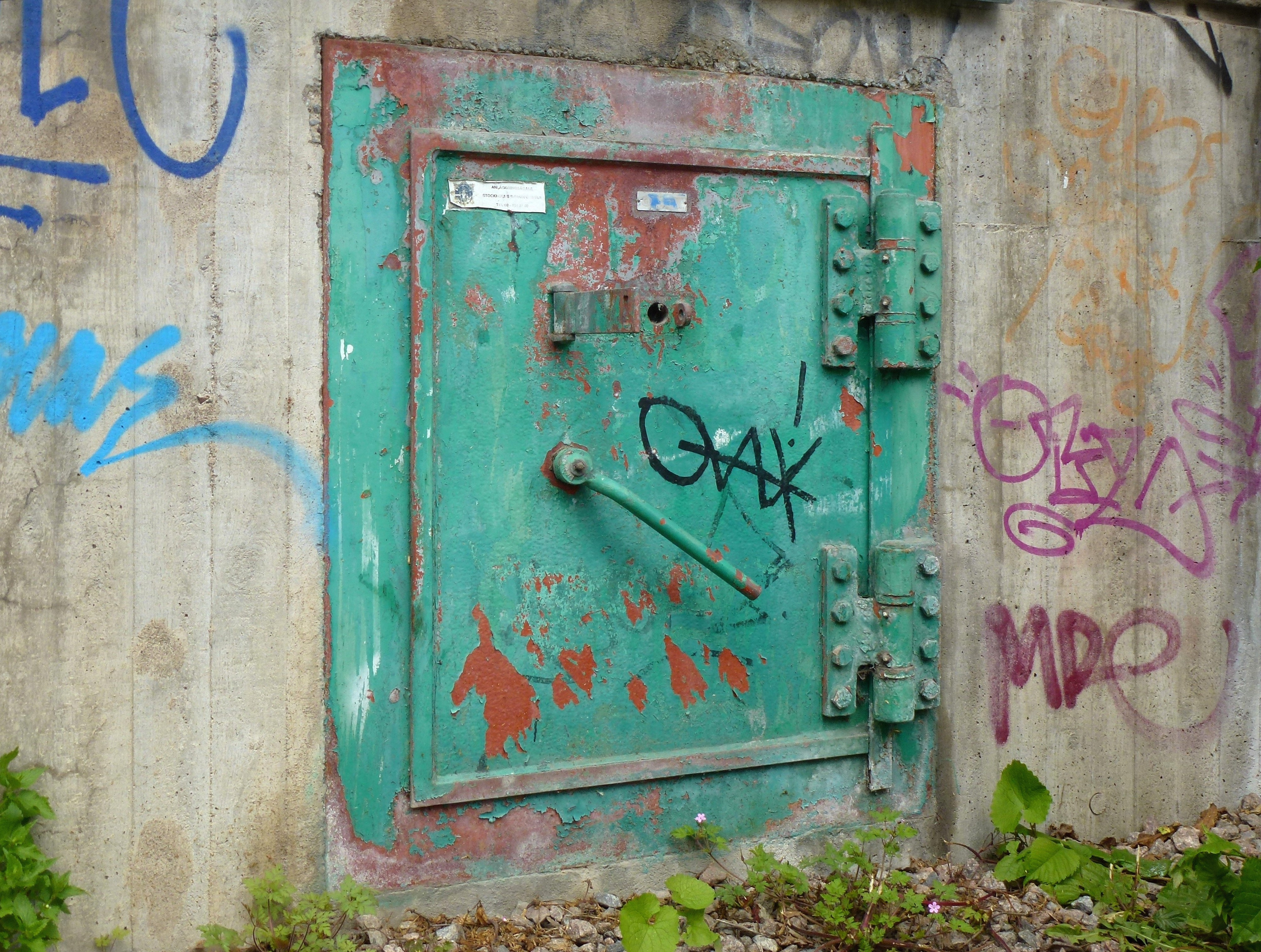
Reservutgång
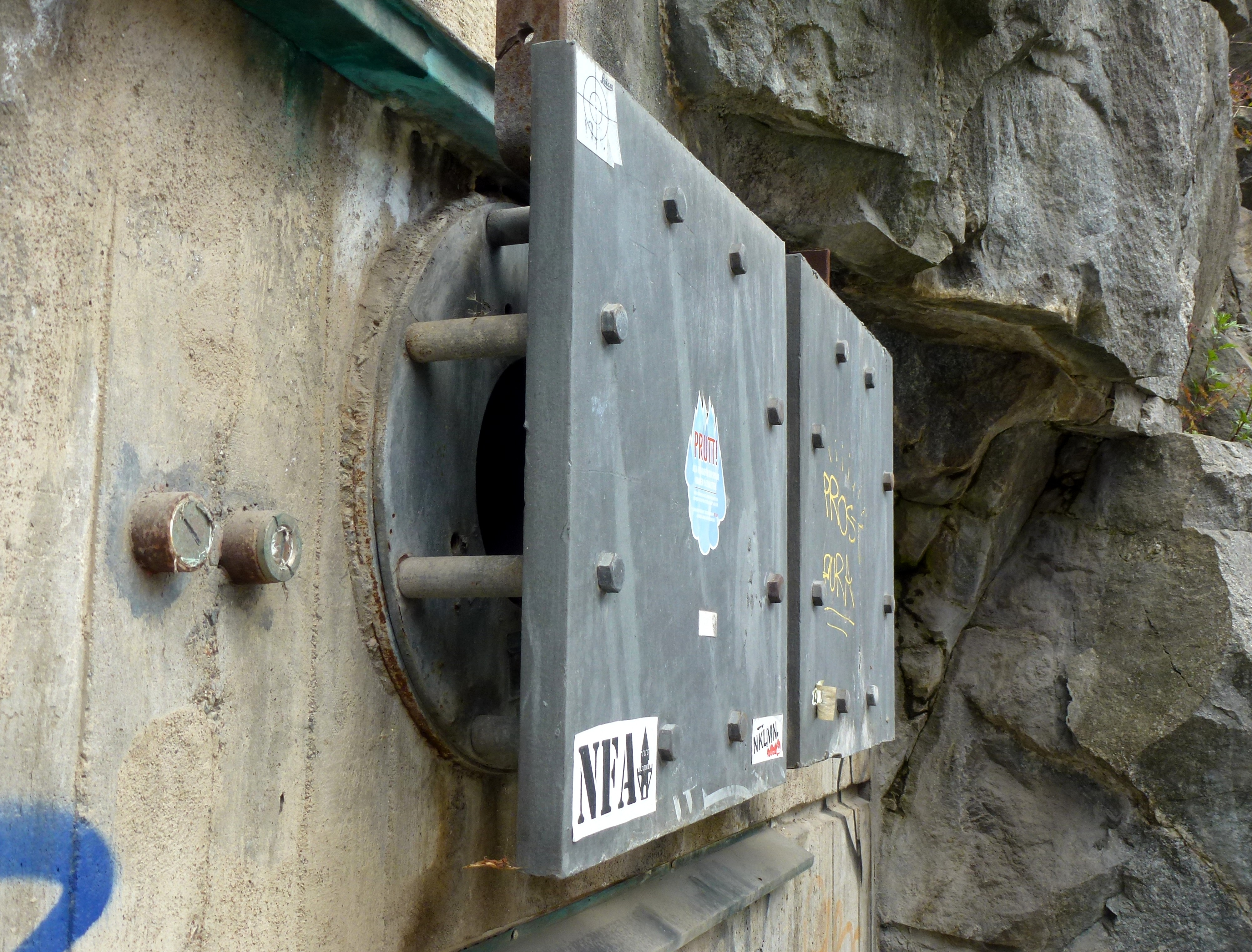
Splitterskyddat luftintag

## Skyddsrummet Barnhusbron

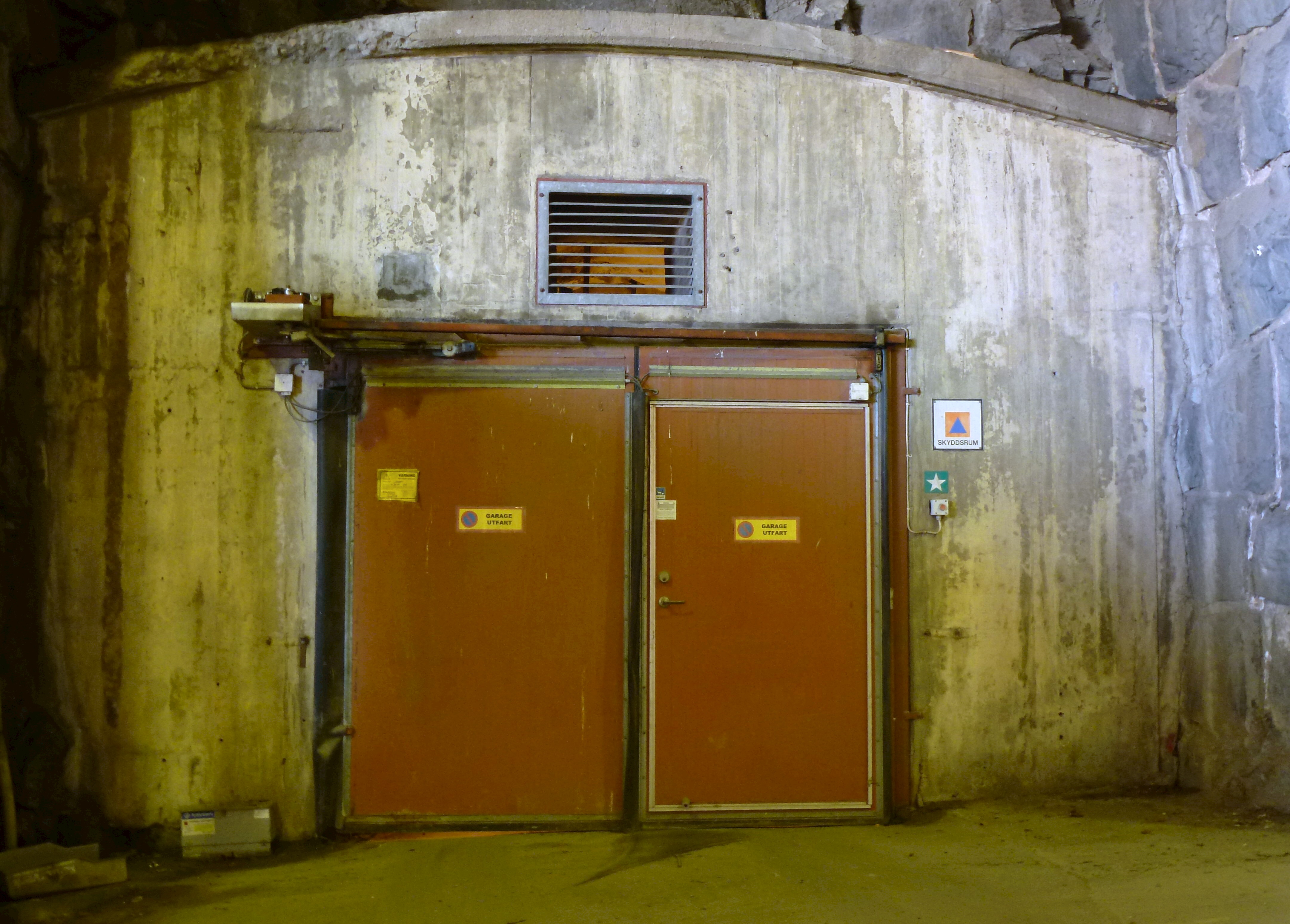
Skyddsrummet under Barnhusbron.

Lite längre österut vid Torsgatan / Tegnérgatan finns ytterligare ett skyddsrum som kallas "bergrum Tegnérgatan" av Stockholms brandförsvar. Det har en yta av 184 m² med entré under Barnhusbron från Torsgatan och nyttjas som privat garage.